# Лепуш
Лепуш (рум. Lăpuș) — комуна у повіті Марамуреш в Румунії. До складу комуни входить єдине село Лепуш.
Комуна розташована на відстані 376 км на північний захід від Бухареста, 37 км на південний схід від Бая-Маре, 85 км на північ від Клуж-Напоки.

## Населення
За даними перепису населення 2002 року у комуні проживали 3828 осіб.
Національний склад населення комуни:
| Національність | Кількість осіб | Відсоток |
| -------------- | -------------- | -------- |
| румуни         | 3809           | 99,5%    |
| угорці         | 19             | 0,5%     |

Рідною мовою назвали:
| Мова      | Кількість осіб | Відсоток |
| --------- | -------------- | -------- |
| румунська | 3817           | 99,7%    |
| угорська  | 11             | 0,3%     |

Склад населення комуни за віросповіданням:
| Релігія        | Кількість осіб | Відсоток |
| -------------- | -------------- | -------- |
| православні    | 3651           | 95,4%    |
| греко-католики | 143            | 3,7%     |
| римо-католики  | 20             | 0,5%     |
| п'ятдесятники  | 9              | 0,2%     |
| реформати      | 2              | 0,1%     |

## Зовнішні посилання
- Дані про комуну Лепуш на сайті Ghidul Primăriilor